# Cycloconverter
In de energietechniek is een cycloconverter een frequentieregelaar die de frequentie van een bepaalde wisselspanning direct omzet in een wisselspanning met een andere frequentie, dus zonder deze eerst om te vormen naar een gelijkspanning. Een cycloconverter kan uitgevoerd zijn als een schakeling van vermogenselektronica of als elektromechanisch systeem.

## Werking

Principe van cycloconverter

De cycloconverter bestaat uit een aantal antiparallel geschakelde thyristorbruggen waarmee een of drie uitgangsfasen worden gegenereerd. Over het algemeen zijn de amplitude en de frequentie van de ingangsspanning in de cycloconverter constant, terwijl de amplitude en de frequentie van de uitgangsspanning variabel is. Om een sinusvorm te bereiken, wordt de aansturinghoek van de thyristors continu veranderd.

### Harmonischen
Het in stukken hakken van de spanning veroorzaakt harmonischen op het net. Doordat de aansturinghoek van de thyristors steeds verandert, zijn deze moeilijk te filteren. Het net wordt hierdoor vervuild, wat problemen kan geven voor gevoelige elektronica. Een oplossing hiervoor kan een motor-generatorset zijn, waarbij een elektromotor, aangedreven door de vuile spanning, een generator aandrijft. Doordat de spanning hier opnieuw opgewekt wordt, ontstaan veel minder hogere harmonischen. Ook ontstaat door de massatraagheid een stabiliserend effect op de frequentie en uitgangsspanning. Nadeel hierbij zijn uiteraard de kosten en een beperkt vermogen schone spanning.

### Subharmonischen
Als het verschil tussen de ingangsfrequentie en de uitgangsfrequentie klein is, ontstaan subharmonischen. Dit treedt op bij een frequentie die lager ligt dan de uitgangsfrequentie en deze kan niet uitgefilterd worden door inductie. Dit beperkt de uitgangsfrequentie ten opzichte van de ingangsfrequentie. Hierdoor zal voor veel toepassingen een indirecte frequentieregelaar gekozen worden. Hierbij wordt van de wisselspanning eerst een gelijkspanning gemaakt.

## Beperkingen
In tegenstelling tot indirecte omvormers zoals normale frequentieregelingen, kan een cycloconverter met thyristors enkel een lagere frequentie produceren dan de ingangsfrequentie.
De opstelling met thyristors wordt in de praktijk zelden gebruikt vanwege de slechte kwaliteit van de opgewekte sinusgolven. Alleen wanneer zeer grote vermogens nodig zijn (enkele tientallen megawatt en meer), of als de lage kostprijs de onvolmaaktheden doet vergeten.

## Toepassingen
Een toepassing is het regelen van de snelheid van een synchrone draaistroommotor. Vaak wordt de cycloconverter gebruikt bij grote vermogens, bijvoorbeeld voor de voortstuwingsmotoren van een dieselelektrisch schip. Dit zijn elektromotoren van enkele megawatts.
Daarnaast is er ook een toepassing bij lagere vermogens, zoals lichtdimmers, zuigkrachtregelingen in stofzuigers, toerentalregeling van boormachines (niet bij accu-boormachines) en discolichtsturingen, die gebruikmaakt van triacs.